# Коленати, Фридрих
Фридрих Антон Рудольф Коленати (чеш. Friedrich Anton Rudolph Kolenati или чеш. Friedrich August Rudolf Kolenati, 12 апреля 1812 — 17 июля 1864) — чешский ботаник, миколог, зоолог, энтомолог и профессор естествознания.

## Биография
Фридрих Антон Рудольф Коленати родился в Праге 12 апреля 1812 года. Возможно также, что Коленати родился в 1813 году.
Он был профессором естествознания в Карловом университете. Коленати занимался прежде всего летучими мышами и их паразитами, а также различными насекомыми; он описал новые виды клопов.
Фридрих Антон Рудольф Коленати умер 17 июля 1864 года.

## Научная деятельность
Фридрих Антон Рудольф Коленати специализировался на Мохообразных, семенных растениях и на микологии.

## Избранные научные работы
- Die Mineralien Mährens und österreichisch Schlesiens deren Fundorte und ökonomisch-technische Verwendung. Prag (Buschak & Irrgang) 1854.
- F.A. Kolenati: Reiseerinnerungen. Erster Theil: Die Bereisung Hocharmeniens  und Elisabethopols, der Schekinschen Provinz und des Kasbek im Central-Kaukasus. Dresden 1858[5].